# 陸奥外交

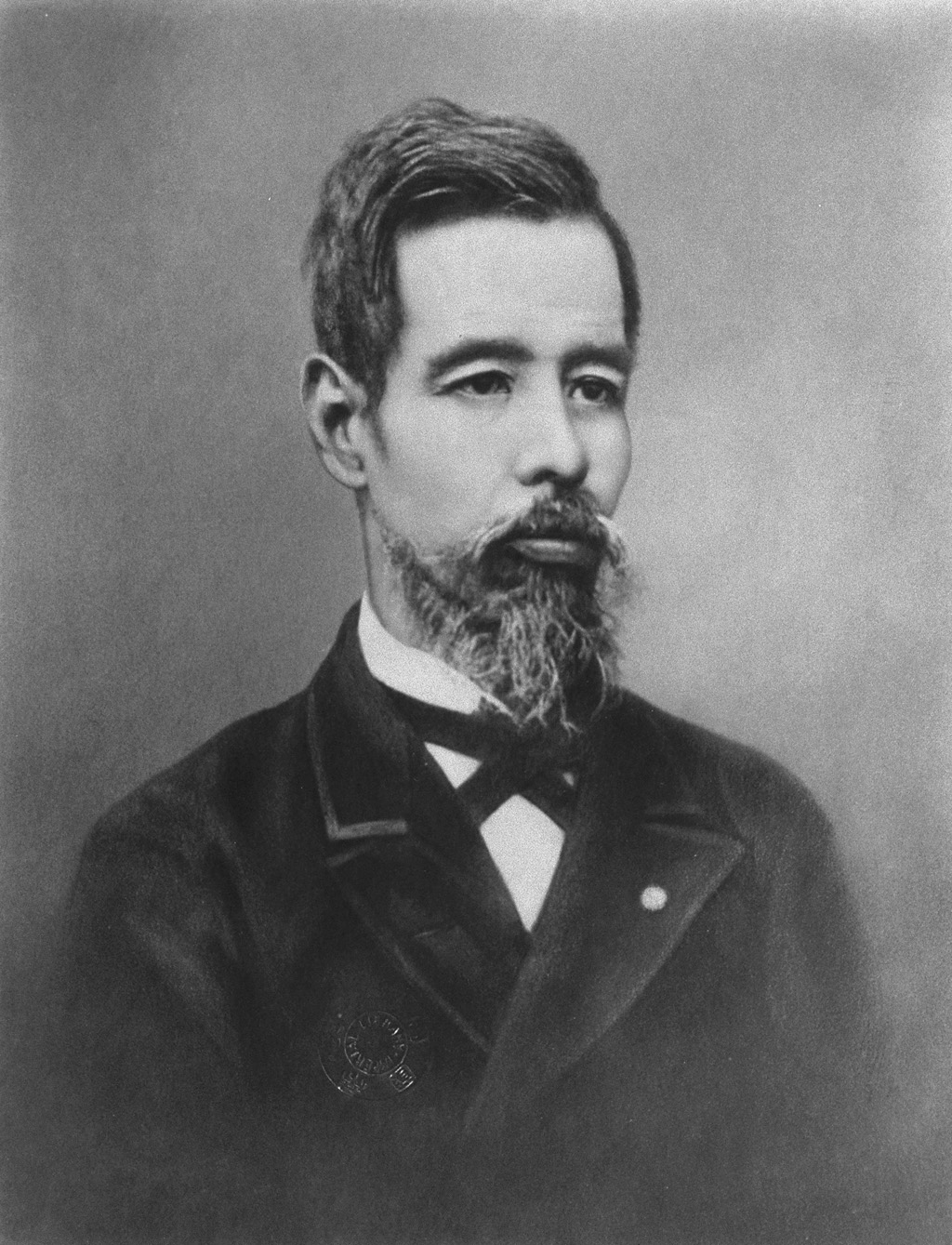
陸奥宗光

陸奥外交（むつがいこう）は、明治中期の第2次伊藤内閣における陸奥宗光外務大臣の外交政策を指す。

## 概要
日本の外交史において陸奥の名前が登場するのは、1891年に駐米公使であった陸奥がメキシコとの間で日墨修好通商条約を締結した時である。これは日本にとっては、初の本格的な平等条約であった。1892年に第2次伊藤内閣が成立すると、伊藤博文によって外務大臣に任命された。陸奥はかつて立志社の獄の首謀者とされたことから、明治天皇の信任が薄かったとされているが、伊藤はその能力を高く買っていたのである。
陸奥は硬六派などを中心とした対外硬派の「条約励行運動」に反対して、漸進的な条約改正を目指し、まずイギリスとの間で治外法権の解消に努めた。その結果、1894年7月16日に治外法権撤廃と関税引き上げを骨子とした日英通商航海条約を締結した。さらに甲午農民戦争（東学党の乱）などでゆれる朝鮮半島問題では、川上操六参謀次長とともに清国に対して強硬論を唱えて、日清戦争を開戦させるとともにイギリス・ロシアからは好意的な中立を獲得して、下関条約締結まで終始日本側の有利に戦況を進める結果となった。開戦に至る陸奥の外交指導に関しては、強引な姿勢がみられ、妥協の可能性を封殺していたのではないかとの見方もあるが、朝鮮半島を日本の勢力圏に取り込むという戦争目的を考慮すれば、日清間の長期的平和共存が困難であることもまた事実であった。
その後の三国干渉に際しては、御前会議でまとまりかけた列国会議開催による干渉阻止案にあくまでも反対し、戦争の成果を多く日本に留めることに専念するため、遼東半島返還を主張した。病床にあった陸奥は列国会議は三国以外の列強からも干渉を受けることも考えられ、長期化すれば清国が批准を拒む事態さえ生じうるとして、御前会議で進められた列国会議案に反対したのである。陸奥は非藩閥出身であり、政府内部では伊藤の信頼によって政治的な基盤を得ているような状態であったが、逆に藩閥政治家とは敵対関係にあった自由党の中島信行・星亨とは盟友関係にあった。陸奥は、政権参画を目指して現実的な政策転換を進める彼らと連携することにより、三国干渉に屈して関税自主権を回復できなかった陸奥外交を「軟弱」と糾弾する硬六派の圧力を斥けて、パワー・ポリティックスに基づいた冷静な分析に基づいた外交政策を追求・推進した。陸奥外交の現実主義・帝国主義外交によって、日本は朝鮮・満洲などの東アジアへの進出の道を切り開くことになった。